# ブルーイッシュ
『ブルーイッシュ』は梅田阿比による日本の漫画。『プリンセスGOLD』（秋田書店刊）2011年1月号から2012年3月号まで不定期連載された。単行本は秋田書店から全2巻。

## 概要
作者にとって初の少女漫画作品である。最初は読切のつもりで構想したという。

## 登場人物
吉森 亜生（よしもり あき）
長男。外界の刺激や、人の思念を吸い込むことが出来るテレパス。虚弱体質で、能力を使うとアレルギー反応を起こしてフラフラになる。不意に能力を使わない様に外出時はマスクを着用している。
吉森 綸（よしもり りん）
次男。サイコキネストだが、感情的になりやすく、ちょっとしたことで力が暴走しがちである。念力で自分自身をテレポートさせることができる。
吉森 知那（よしもり ちな）
長女。兄妹では一番年下。「変身」することができる。正確には人に「幻覚」を見せる能力であるが、幻覚を見るのことができるのは対象人物を互いに知っている人のみである。しかし、能力を使いすぎると、変身した対象人物に関する記憶をも失ってしまう。
吉森夫妻
3兄妹の養父母。物語開始時点では故人。10年前に別々の養護施設から3人を引き取り養子にした。3人の「能力」が、いつか人のために役に立つ時が来ると、いつも諭してくれた。

## 単行本
- 梅田阿比 『ブルーイッシュ』 秋田書店〈プリンセスコミックス〉、全2巻
  1. 2011年11月16日発売 ISBN 978-4-253-07682-1
  2. 2012年6月15日発売 ISBN 978-4-253-07683-8